# Юлиан (вестготский граф)
Юлиан (исп. Don Julián, Conde de Ceuta, классическое араб. يليان‎, (Īlyan); VII—VIII века) — граф и правитель Сеуты, бо́льшая часть сведений о котором носит легендарный характер.

## Биография
Сначала Юлиан храбро отражал нападения арабов в Африке, но после восшествия на престол короля вестготов Родриго, встал на сторону лишённых престола сыновей Витицы, на сестре которого был женат, и призвал арабов. Поводом к этому послужило будто бы то, что Родриго обесчестил его дочь Ла Каву. Юлиан не только побудил Мусу ибн Нусайра вторгнуться в Испанию, но даже дал ему флот для переправы на Пиренейский полуостров и открыл ворота крепостей. Он последовал за Тариком ибн Зиядом в Испанию и участвовал в битве при Гвадалете. После победы он посоветовал арабам двинуться на Толедо.
Конец его жизни неизвестен. По преданию, сообщаемому Марианой, арабы побили камнями его жену, сбросили его сына с башни в Сеуте, а сам Юлиан умер в тюрьме.
Юлиан обязан своей известностью преимущественно романсеро и легендарным хроникам, где он играет роль испанского Ганелона. Ранее некоторые учёные подвергали сомнению само его существование, но теперь, на основании арабских источников, его можно считать доказанным

## В литературе
- Пушкин А. С. На Испанию родную.